# Tekkonkinkreet
Tekkonkinkreet (鉄コン筋クリート, Tekkonkinkurīto), també conegut com a Blanc i negre, és una sèrie manga japonesa escrita i il·lustrada per Taiyō Matsumoto, serialitzada originalment entre 1993 i 1994 en la revista seinen manga de Shogakukan Big Comic Spirits. La història té lloc a la ciutat fictícia de Takaramachi (Treasure Town) i se centra en una parella de nens orfes de carrer, el negre dur i astut i el blanc infantil i innocent, coneguts junts com els Cat mentre tracten amb yakuza que intenta fer-se càrrec de Treasure Town.
El gener de 1999 es va estrenar una pel·lícula pilot dirigida per Kōji Morimoto. Un llargmetratge anime dirigit per Michael Arias i animat per Studio 4°C es va estrenar al Japó el desembre 2006.

## Trama
Tot i que el manga segueix múltiples fils argumentals, l'adaptació cinematogràfica consta de la majoria de les trames que es mostren al manga.
La pel·lícula segueix dos orfes, Black (クロ, Kuro) i White (シロ, Shiro), mentre intenten mantenir el control dels carrers de la metròpoli panasiàtica de Takaramachi, una vegada ciutat pròspera i ara un enorme i enfonsat barri marginal ple de guerres entre bandes criminals. Black és un punk violent i de carrer, que considera que Takaramachi és "la seva ciutat". White és més jove i sembla tenir una discapacitat mental, fora de contacte amb el món que l'envolta i sovint viu en un món d'il·lusions. S'anomenen "els gats". Malgrat les seves diferències extremes, es complementen i es recolzen mútuament.
Durant una de les seves "missions", s'enfronten a pinxos i Black acaba colpejant tres membres de la banda Yakuza que estan amenaçant un amic seu gàngster de carrer. Els Yakuza treballen per a Snake (蛇, Hebi), el cap d'una corporació anomenada "Kiddy Kastle". Snake planeja enderrocar i reconstruir Takaramachi com a parc temàtic per adaptar-se als seus propis objectius i somnis. Quan Black interfereix una vegada massa sovint, els Yakuza són enviats a matar-lo, però fracassen. Enfadat, Snake envia llavors els "tres assassins" mortals coneguts com Dragon, Butterfly, and Tiger, sicaires gairebé sobrehumans, per acabar la feina.
Per salvar Black i ell mateix, White ha de matar el primer assassí, Dragon, fent bolcar gasolina i incendiar-lo, cremant-lo viu. La segona assassina, Butterfly, persegueix White i l'apunyala amb una espasa samurai. Aleshores, White és enviat a l'hospital. La policia, que ha estat observant tant en Snake com els dos joves, decideix posar White sota custòdia protectora "pel seu bé", mentre Black observa que White va sabent que seria massa difícil de cuidar-lo mentre és caçat. Black més tard cau en un estat depressiu.
Al costat de la narració infantil, s'explica una història a través dels ulls de Kimura (木村), un home normal que es veu atrapat a la Yakuza, la qual cosa el porta a tenir una trobada violenta amb Black. Finalment, en Kimura es veu obligat per Snake a matar el seu antic cap i mentor, Suzuki (鈴木), per eliminar la possible competència. Mentre Kimura compleix la seva missió, està profundament commocionat per haver assassinat el seu mentor. Invocat una vegada més per Snake, Kimura es rebel·la i mata el cap yakuza, abans d'intentar fugir amb la seva dona embarassada de Takaramachi. És abatut en un tiroteig pels homes de Snake.
Tot i que la policia considera que és millor que White romangui amb ells fora de Takaramachi, White se sent buit sense que hi hagi Black per rebre suport. Paral·lelament, sense White, Black aviat comença a perdre el control de la realitat i permet que la seva violència el consumeixi. Aviat desenvolupa una personalitat dividida, amb el seu costat fosc manifestant-se com el "minotaure". Les coses arriben al clímax quan un dels oficials porta a White a Takaramachi a una fira local. Allà, Black delirant intenta mostrar a la gent que "White", en realitat una nina maqueta, ha tornat a la vida. Quan Black és atacat pels dos assassins restants de Snake, la nina queda danyada i Black deriva en una ràbia assassina, matant els assassins. És llavors quan s'enfronta a l'autèntic White, i es veu obligat a lluitar contra el "minotaure", que vol consumir-lo completament. Black aconsegueix triomfar sobre el seu costat fosc i es retroba amb White, vist per última vegada jugant a la platja.

## Mitjans

### Manga
Escrit i il·lustrat per Taiyō Matsumoto, Tekkonkinkreet es va publicar en sèrie a la revista Shogakukan seinen Big Comic Esperits del 5 de juliol de 1993, al 21 de març de 1994. Shogakukan va recopilar els seus capítols en tres volums wideban, publicats des del 7 de febrer de 1994, al 30 de maig de 1994. Shogakukan va tornar a publicar la sèrie en un sol volum el 15 de desembre de 2006.
A Amèrica del Nord, la sèrie va passar a anomenar-se Black & White i es va començar a publicar al primer número de Pulp de Viz Media el desembre de 1997. , juntament amb Strain, Dance till Tomorrow i Banana Fish. El manga va completar dos terços de la seva publicació a la revista, i el setembre de 1999, va ser substituït per Bakune Young. Viz Media va publicar els tres volums del 8 de març de 1999 al 30 de novembre de 2000. El 2007, Viz Media va publicar el sèrie en un sol volum, amb el títol Tekkonkinkreet: Black & White, el 25 de setembre de 2007. El 28 de novembre de 2023 es va estrenar un volum "30th Anniversary Edition".

### Pel·lícules d'anime

#### Pilot
El 1999 es va estrenar una pel·lícula pilot d'animació CG. La pel·lícula va ser dirigida per Kōji Morimoto i tenia models de personatges dissenyats per Naoko Sugita. Hiroaki Takeuchi va ser el productor, Lee Fulton va ser el supervisor d'animació i el director del llargmetratge de 2006, Michael Arias, va ser director de CG. Tot el curt de 4 minuts es va completar amb un equip de 12 persones.

#### Pel·lícula del 2006
Una adaptació cinematogràfica d'anime llargmetratge, dirigida per Michael Arias i animada per Studio 4°C, es va estrenar al Japó el 23 de desembre de 2006. La ciutat que apareix a Tekkonkinkreet es va considerar "el personatge central de la pel·lícula" i el disseny de la ciutat es va inspirar en els paisatges urbans de Tòquio, Japó; Hong Kong; Xangai, Xina; i Colombo, Sri Lanka per donar una sensació pan-asiàtica a la ciutat. El duo anglès de música electrònica Plaid va compondre la música. Asian Kung-Fu Generation va interpretar la cançó tema de la pel·lícula "Aru Machi no Gunjō".
La pel·lícula va comptar amb el següent repartiment:
| Personatge                                        | Repartiment japonès** |                                               |
| ------------------------------------------------- | --------------------- | --------------------------------------------- |
| Black/The Minotaur                                | Kazunari Ninomiya     | Scott Menville                                |
| White                                             | Yū Aoi                | Elliot Fletcher                               |
| Kimura                                            | Yūsuke Iseya          | Rick Gomez                                    |
| Sawada                                            | Kankurō Kudō          | Tom Kenny                                     |
| Suzuki aka Rat                                    | Min Tanaka            | David Lodge                                   |
| Gramps                                            | Rokurō Naya           |                                               |
| Fujimura                                          | Tomomichi Nishimura   | Maurice LaMarche                              |
| The Boss                                          | Mugihito              | John DiMaggio                                 |
| Choco                                             | Nao Ōmori             | Alex Fernandez                                |
| Vanilla                                           | Yoshinori Okada       | Quinton Flynn                                 |
| Gamers                                            | Morisanchuu           |                                               |
| Dawn                                              | Yukiko Tamaki         | Yuri Lowenthal                                |
| Dusk                                              | Mayumi Yamaguchi      | Phil LaMarr                                   |
| Akutso*                                           | Harumi Asoi           |                                               |
| Yasuda*                                           | Atsushi Imaizuma      |                                               |
| Ocohima*                                          | Bryan Burton-Lewis    |                                               |
| Snake                                             | Masahiro Motoki       | Dwight Schultz                                |
| Kimura's Wife*                                    | Marina Inoue          | Kate Higgins                                  |
| The Doctor*                                       | Osamu Kobayashi       | Steven Jay Blum                               |
| The Three Assassins (Dragon, Butterfly and Tiger) |                       | Crispin Freeman Dave Wittenberg Matt McKenzie |

* - Paper menor
** - No acreditat al DVD

### Espectacle escènic
Una adaptació teatral, protagonitzada per l'antic membre de Nogizaka46, Yumi Wakatsuki com Black i Mito Natsume com White, es va presentar al Galaxy Theatre de Tòquio del 18 al 25 de novembre de 2019.

## Recepció

### Manga
Tekkonkinkreet ha estat generalment ben rebut per la crítica, per la seva història i particularment per l'obra d'art i l'estil de Matsumoto. Jason Henderson de Mania.com, va revisar el tercer volum del manga. Va assenyalar la influència de Matsumoto pels còmics i l'escriptura francesa, i com va ser capaç de crear una "història realment notable que barreja la sensibilitat japonesa amb un aspecte i un ritme europeu". Matthew J. Brady de Manga Life, va donar a la sèrie una nota "A". Brady va elogiar la sèrie per la seva obra d'art única i expressiva, afirmant que s'assembla més a alguna cosa que es veu en còmics independents americans o europeus que en manga estàndard, també comparant el seu estil amb els artistes occidentals Brandon Graham, Corey Lewis i Bryan Lee O'Malley. També va escriure que la relació i el caràcter dels principals protagonistes és molt creïble, malgrat les seves habilitats acrobàtiques i de lluita sobrehumanes. Brady va concloure: "És un llibre ric que pots profunditzar en absorbir tot el contingut". Shaenon K. Garrity va escriure: "Tekkon Kinkreet és un dels còmics visualment més impressionants que conec. Matsumoto pot treure l'infern de qualsevol cosa, i l'estil deformat, cinètic i amb influència del grafit que utilitza aquí és perfecte per a la història plena d'acció". Garrity va afegir que també tenia una història forta i que els dos personatges centrals són "sorprenentment amables i commovedors", i que la seva "relació estranya, maldestrament afectuosa i, en definitiva, poderosa" és el nucli del manga. Scott Campbell d'activeAnime, va dir que el manga és "un d'aquells llibres dels quals tothom tindrà una sensació lleugerament diferent i una idea diferent del punt en què estàs". Sobre l'estil artístic, va escriure que no s'adaptava a res exactament, i que "dona una sensació de grunge, cyberpunk, i la nostra confusió sobre la separació de nosaltres mateixos de la natura, o si ara un paisatge urbà es podria descriure com a natura per a la humanitat". Campbell va concloure: "És magistral en el que fa tant per explicar una història convincent com per ser visualment únic. Una obra madura que val la pena donar-te l'oportunitat d'entretenir-te". Sandra Scholes, del mateix lloc web, va escriure que l'art és "aspre i dur, molt semblant a les personalitats dels personatges", però que "hi ha espai per a la diversió en aquesta enorme novel·la èpica. de la vida al Japó neo-punk, el seu lloc extens, la gent urbana i la vida nocturna una mica esquivada", convertint-se en una "obra mestra única". Joseph Luster d’Otaku USA, sent que el vincle fraternal entre el Black protector i el White entranyable era el cor del manga. Pel que fa a l'obra d'art de Matsumoto, va escriure que podria ser "un gust adquirit per a alguns, però també dubto que algú que s'hi posi mai voldrà deixar-ho anar". Luster va concloure: "Tekkonkinkreet és un assoliment poderós que hauria de ser una inspiració per als artistes i senzillament ser absorbit per a qualsevol altre." Deb Aoki d'About.com, va donar a la sèrie 4,5 sobre 5 estrelles. Aoki estava menys entusiasmat amb l'obra d'art de Matsumoto i va escriure que la seva visió onírica d'una ciutat japonesa desafia "caòticament" les lleis de la perspectiva, i és com "Las Vegas a l'àcid". No obstant això, va afirmar que el principal atractiu de la sèrie és la seva història i "com toca el cor"; "dos orfes esdevenen símbols d'una lluita entre contraris oposats: innocència i corrupció, esperança i cinisme, imaginació versus realitat".
Kai-Ming Cha de Publishers Weekly, va classificar Tekkon Kinkreet: Black and White en primer lloc al "Top 10 Manga for 2007".

### Pel·lícula
La pel·lícula té una puntuació del 76% al lloc web de l'agregador de ressenyes Rotten Tomatoes basat en 21 ressenyes, i una puntuació mitjana de 65 a Metacritic basada en 9 crítiques.
Chris Beveridge, escrivint a Mania, va declarar: "Tot i que potser no és el que els fans de l'anime han arribat a esperar d'una pel·lícula tradicional, el resultat final és una cosa que, tot i que és previsible, és sorprenentment atractiva." Chris Johnston de Newtype USA va escriure: "Independentment de quant la mireu, és una pel·lícula que cap fan seriós de l'anime hauria de perdre's".

## Premis

### Manga
El manga va guanyar el Premi Eisner de 2008 per "Millor edició dels EUA de material internacional—Japó".

### Pel·lícula
Tekkonkinkreet va guanyar el "Premi a la millor pel·lícula" als Premis de Cinema Mainichi de 2006. També va ser nomenada la millor pel·lícula de Barbara London del 2006 a el resum anual del "Best of" de la revista Artforum del Museum of Modern Art de Nova York. El 2008, va rebre el prem a la "Millor història original" i "Millor direcció artística" de la Fira Internacional de l'Anime de Tòquio.
Va guanyar el Premi de l'Acadèmia Japonesa d'Animació de l'any 2008.